# 雲遜·馬素
雲遜·馬素（法語：Vincent Marcel；1997年4月9日—）是一位法國足球運動員。在場上的位置是中場。現效力於保加利亞足球甲級聯賽球隊普夫迪夫火車頭。

## 職業生涯
馬素出道於勒哈費爾體育會的青年軍。2016年8月14日，馬素首次為尼斯於法甲首次上陣，對手為雷恩。

## 外部連結
- France profile （页面存档备份，存于）